# Even Better Than the Real Thing
Even Better Than the Real Thing is een nummer van de Ierse band U2. Het nummer verscheen met de nummers Salomé, Where Did It All Go Wrong, Lady with the Spinning Head en vier remixen van het nummer als single in juni 1992.
Dit nummer staat ook op het album Achtung Baby. Er is een liveversie te vinden op de dvd Zoo-TV: Live from Sydney. U2 speelde dit nummer tijdens het openingsconcert van de ZOO-TV-tournee op 29 februari 1992 in Lakeland in Florida.
Tijdens het concert van U2 op 27 maart 1992 in Detroit belde Bono Speedy Pizza om tienduizend pizza's te bestellen, en tijdens de toegift kwam de pizzabezorger met zoveel mogelijk pizza's, die vervolgens het publiek in werden gegooid.
Toen U2 op 9 september 1992 in Pontiac optrad, werd de groep door middel van een satellietverbinding verbonden met de MTV Video Awards in Los Angeles. Op die manier nam Garth, een personage uit de film Wayne's World, het stokje over van Larry Mullen jr. en drumde hij mee met Even Better Than the Real Thing.

## Covers
De volgende artiesten hebben het nummer gecoverd:
- Bang Tango
- Dead or Alive
- Royal Philharmonic Orchestra
- Studio 99
- Sharp Kiddie

Bono · The Edge · Adam Clayton · Larry Mullen jr.